# Nico Runderkamp
Nico Runderkamp (Volendam, 30 maart 1964) is een voormalig Nederlands voetballer. Hij stond onder contract bij FC Volendam, HFC Haarlem, en SC Cambuur.
Aansluitend ging hij zaalvoetbal spelen en kwam uit voor de clubs Jan Tol van Aart, Dick Maurer, Succes, Voldafar, Bunga Melati, Hoornsche Veerhuys en Real Volendam. Runderkamp werd driemaal Nederlands kampioen en won tweemaal de beker. Hij speelde 24 wedstrijden voor het Nederlands zaalvoetbalelftal en nam deel aan het wereldkampioenschap zaalvoetbal in 1992 in Hongkong. Hij drijft een café-restaurant aan de Dijk in Volendam.

## Statistieken
| Seizoen | Club        | Land      | Competitie     | Wed. | Goals |
| ------- | ----------- | --------- | -------------- | ---- | ----- |
| 1983/84 | FC Volendam | Nederland | Eredivisie     | 10   | 4     |
| 1984/85 | FC Volendam | Nederland | Eredivisie     | 8    | 1     |
| 1984/85 | HFC Haarlem | Nederland | Eredivisie     | 18   | 3     |
| 1986/87 | SC Cambuur  | Nederland | Eerste divisie | 16   | 2     |
| Totaal  | Totaal      | Totaal    | Totaal         | 53   | 10    |